# Rui Yokoyama
Rui Yokoyama (japanisch 横山 塁 Yokoyama Rui; * 30. September 1999 in Tokio, Präfektur Tokio) ist ein japanischer Fußballspieler.

## Karriere
Rui Yokoyama erlernte das Fußballspielen in der Jugendmannschaft vom FC Tokyo sowie in der Universitätsmannschaft der Tōyō-Universität. Von Ende Juli 2021 wurde er von der Universität an Montedio Yamagata ausgeliehen. Der Verein, der in der Präfektur Yamagata beheimatet ist, spielte in der zweiten japanischen Liga. Nach der Ausleihe wurde Yokoyama am 1. Februar 2022 von Yamagata fest unter Vertrag genommen. Sein Zweitligadebüt gab Rui Yokoyama am 19. Februar 2022 (1. Spieltag) im Auswärtsspiel gegen Thespakusatsu Gunma. Hier stand er in der Startelf und wurde in der 60. Minute gegen Shūto Kawai ausgewechselt. Thespakusatsu gewann das Spiel durch ein Tor von Towa Yamane mit 1:0. Nach insgesamt 48 Ligaspielen wechselte er im Februar 2025 auf Leihbasis zu dem ebenfalls in der zweiten Liga spielenden Renofa Yamaguchi FC.